# Certame Lusitano de Tunas Académicas

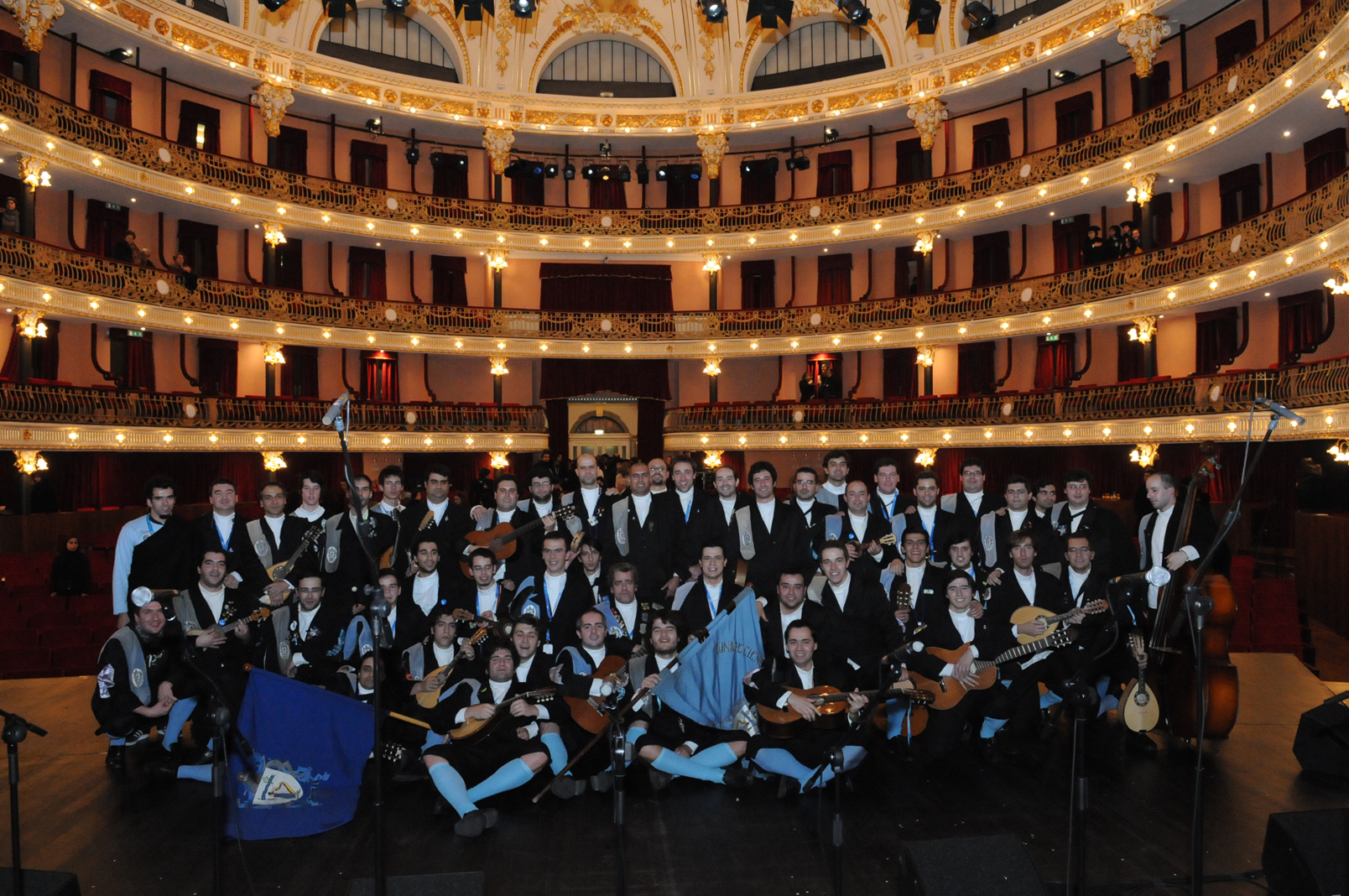

O Certame Lusitano de Tunas Académicas (CELTA) é uma competição de Portugal. Surgiu no ano de 1993 , criado por um grupo de estudantes da Academia Minhota que compunham a Azeituna. 
O CELTA procurou realizar em Braga um festival de tunas académicas Portuguesas onde se privilegiasse a boa disposição, o espírito académico e a boa música portuguesa.
Para além deste espírito, o CELTA é um festival de carácter competitivo onde participam cerca de 10 Tunas dos mais variados pontos do país, desde o continente até às regiões autónomas que apresentam um espectáculo musical diversificado e colorido.
Desde o primeiro dia que o CELTA tentou dar ênfase tanto à qualidade musical das tunas presentes, como também à camaradagem entre todos os tunos, organizando para esse efeito durante o fim-de-semana do CELTA, várias actividades lúdicas, culturais e muitas festas nocturnas.
Escolhida a data no mês de Dezembro, tradicionalmente pobre em eventos deste género, o CELTA desde o seu primeiro ano tentou trazer as melhores Tunas nacionais, assim como algumas Tunas menos conhecidas mas com muita qualidade musical, que trouxeram a alegria e os acordes de música e instrumentos portugueses à cidade de Braga.
Com o decorrer dos anos o CELTA foi se tornando um marco no panorama nacional de Tunas, não só pela qualidade dos grupos participantes em cada edição, mas também pelo magnífico público que todos os anos enche as salas de espectáculos criando uma simbiose gratificante entre os espectadores e os tunos que ali actuam.
O CELTA torna-se assim um ponto de encontro anual, não só para tunos e tunantes que vão criando laços de amizade durante os tempos, como também para estudantes e ex-estudantes de várias academias, que encontram neste festival um pretexto para rever caras amigas e um bom momento para o intercâmbio cultural depois de mais um ano de actividade.